# روجر إسكيلاند
روجر إسكيلاند (بالنرويجية البوكمول: Roger Eskeland)‏ هو لاعب كرة قدم نرويجي، ولد في 11 نوفمبر 1977 في ستافانغر في النرويج. شارك مع Norway national under-15 association football team ‏ ومنتخب النرويج تحت 21 سنة لكرة القدم. أما مع النوادي، فقد لعب مع نادي برينه.

## وصلات خارجية
- روجر إسكيلاند على موقع اتحاد النرويج (النرويجية)